# Кавалліно-Трепорті
Кавалліно-Трепорті (італ. Cavallino-Treporti, вен. Cavałin) — муніципалітет в Італії, у регіоні Венето, метрополійне місто Венеція.
Кавалліно-Трепорті розташоване на відстані близько 400 км на північ від Рима, 9 км на схід від Венеції.
Населення — 13 553 особи (2014).
Щорічний фестиваль відбувається 4 жовтня. Покровитель — San Francesco d'Assisi.

## Демографія
Станом на 1 січня 2023 року в муніципалітеті офіційно проживали 1083 іноземці з 61 країни, серед них 429 громадян країн Євросоюзу та 46 громадян України.

## Сусідні муніципалітети
- Єзоло
- Венеція

## Галерея зображень

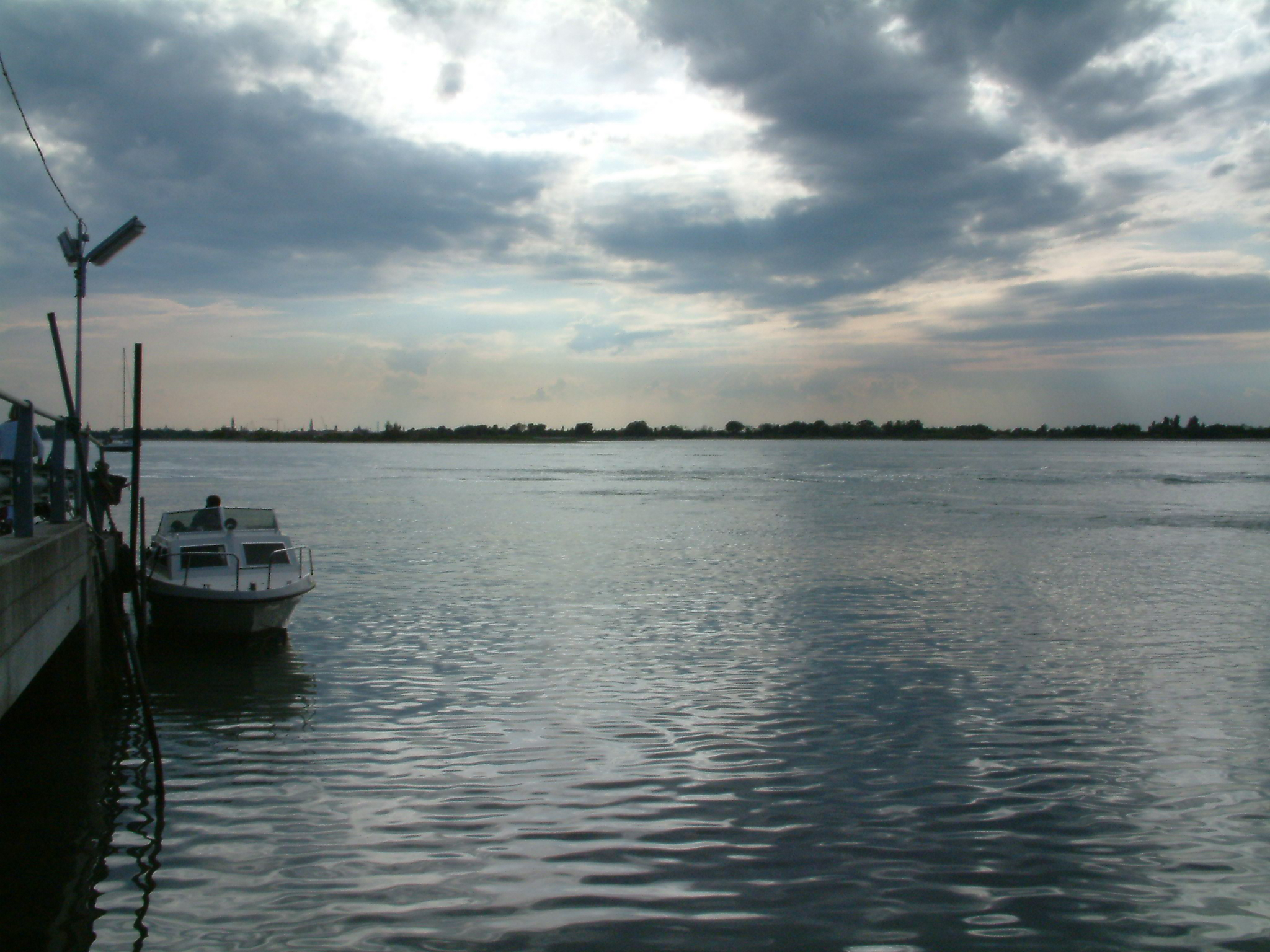
Porto di Punta Sabbioni
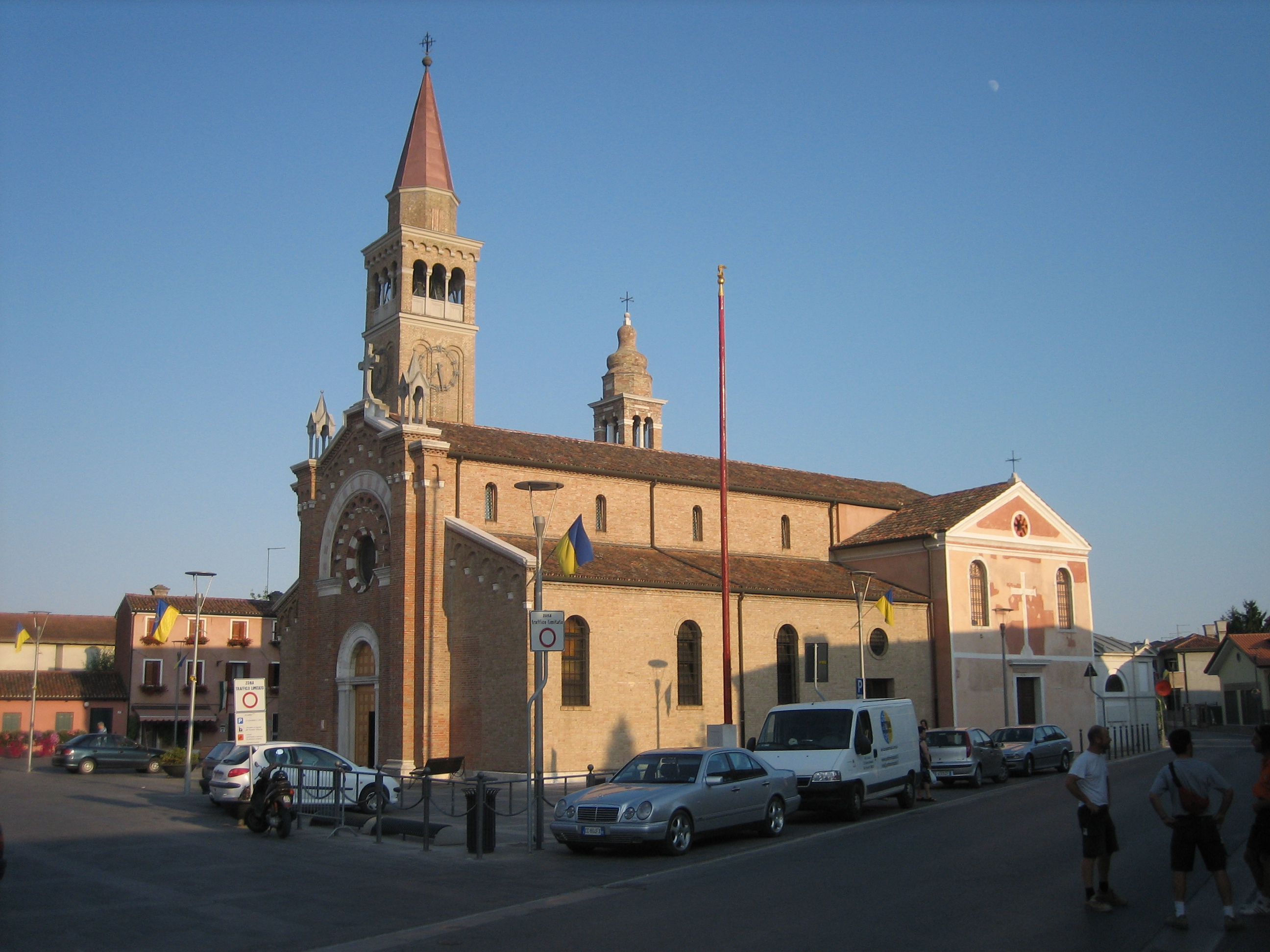
La chiesa di Treporti